# Anarthruridae
Anarthruridae é uma família de crustáceos pertencentes à ordem Tanaidacea.

## Géneros
Géneros:
- Abrotanais Gellert e Błażewicz, 2018
- Acinoproskelos Bamber & Błażewicz-Paszkowycz, 2013
- Anarthrura Sars, 1882
- Anarthrurella Bird, 2004
- Anarthruropsis Lang, 1968
- Anisopechys Bird, 2004
- Crenicarpus Drumm & Bird, 2016
- Ithyomus Bird, 2004
- Keska Błażewicz-Paszkowycz, Bamber & Jóźwiak, 2013
- Macilenta Gellert & Błażewicz, 2018
- Olokun Jóźwiak & Błażewicz, 2017
- Siphonolabrum Lang, 1972
- Siphonolabrum Lang, 1971 (nomen nudum)
- Synanarthrura Bird, 2004
- Thorkelius Bird, 2004
- Tsuranarthrura Kakui e Tomioka, 2018
- Waki Gellert e Błażewicz, 2018